# Pedra de Kensington
La pedra de Kensington és una llosa de grauvaca de 92 kgs coberta de runes a la cara i al costat. Un immigrant suec, Olof Ohman, va informar que la va descobrir el 1898 al municipi de Solem, comtat de Douglas (Minnesota), i la va anomenar així per l'assentament més proper de Kensington (Minnesota).
La inscripció pretén ser un registre deixat per exploradors escandinaus al segle xiv (internament datat a l'any 1362). Hi ha hagut un debat sobre l'autenticitat de la pedra, però el consens acadèmic l'ha classificada com una falsificació del segle xix, ja que va ser examinada per primera vegada el 1910, amb alguns crítics que van assenyalar directament el suposat descobridor Ohman com a elaborador de la inscripció. No obstant això, queda una comunitat convençuda de l'autenticitat de la pedra.

## Procedència
L'immigrant suec Olof Ohman va dir que havia trobat la pedra a finals de 1898 mentre netejava d'arbres i matolls, abans de llaurar-les, les terres que havia adquirit recentment. Es va dir que la pedra era prop de la cresta d'un petit pujol que s'aixecava damunt de les zones humides, estirada cap amunt i embolicada en el sistema radicular d'un pollancre, que s'estimava que tenia entre 10 i 40 anys aproximadament. L'artefacte era d'unes 30 × 16 × 6 polzades (76 × 41 × 15 cm) de grandària i pesava 202 lliures (92 kg). El fill de deu anys d'Ohman, Edward Ohman, hi va notar algunes marques, i després el camperol va dir que creia haver trobat un "almanac indi".
Durant aquest període, el viatge de Leif Erikson a Vinland (Amèrica del Nord) estava sent àmpliament discutit i hi va haver un renovat interès pels vikings a tot Escandinàvia, moguts pel nacionalisme romàntic. Cinc anys abans, Noruega havia participat en l'Exposició Universal de 1893 enviant el Viking, una rèplica del vaixell de Gokstad, a Chicago. També hi va haver fricció entre Suècia i Noruega (que finalment va conduir a la independència de Noruega de Suècia el 1905). Alguns noruecs van afirmar que la pedra era un engany suec i hi havia acusacions sueques similars perquè la pedra fa referència a una expedició conjunta de noruecs i suecs. Es creu que és més que coincidència que es trobés la pedra entre els nouvinguts escandinaus a Minnesota, que encara lluitaven per l'acceptació i que estaven orgullosos de la seva herència nòrdica.
Una còpia de la inscripció fou enviada a la Universitat de Minnesota. Olaus J. Breda (1853–1916), professor de llengua i literatura escandinaves al Departament Escandinau, va declarar que la pedra era un frau i va publicar un article desacreditant-la que fou publicat a Symra en 1910. Breda també va enviar còpies de la inscripció a lingüistes i historiadors a Escandinàvia, com Oluf Rygh, Sophus Bugge, Gustav Storm, Magnus Olsen i Adolf Noreen. Ells "es van pronunciar per unanimitat que la inscripció de Kensington era un frau i una falsificació amb data recent".

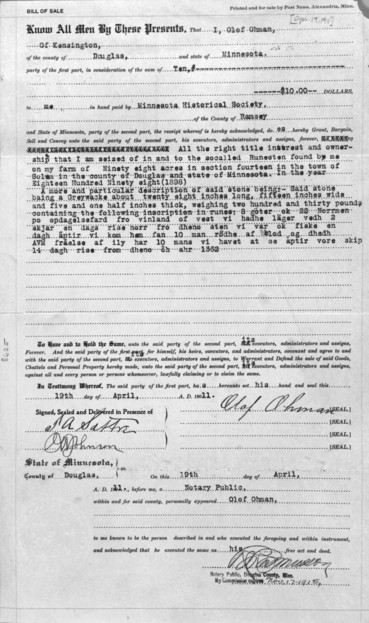
Factura de venda de pedra d'Ohman a la Societat Històrica de Minnesota, 1911

La pedra fou enviada aleshores a la Universitat Northwestern d'Evanston (Illinois). Els acadèmics ho van rebutjar com una broma o es van sentir incapaços d'identificar un context històric sostenible i la pedra va ser retornada a Ohman. Hjalmar Holand, un historiador i autor noruegoestatunidenc va afirmar que Ohman li va donar la pedra. Tanmateix, la Minnesota Historical Society té una factura de venda que mostra que Ohman els la va vendre per 10$ el 1911. Holand va renovar l'interès públic en un article ressenya amb entusiasme els estudis que van fer el geòleg Newton Horace Winchell (Minnesota Historical Society) i el lingüista George T. Flom (Societat Filològica de la Universitat d'Illinois), que van publicar les seves opinions el 1910.
Segons Winchell, l'arbre sota el qual es va trobar la pedra havia estat destruït abans de 1910. Es van tallar diversos pollancres propers que testimonien que eren aproximadament de la mateixa mida i, en comptar-ne els anells, es va determinar que tenien al voltant de 30-40 anys. Un membre de l'equip que havia excavat al lloc de la troballa el 1899, el superintendent de les escoles del comtat Cleve Van Dyke, va recordar que els arbres tenien només deu o dotze anys. El comtat que l'envolta no s'havia colonitzat fins a 1858, i l'assentament va ser severament restringit durant un temps per la guerra sioux de 1862 (encara que es va informar que la millor terra al municipi adjacent a Solem, Holmes City, ja havia estat presa en 1867, per una barreja de colons suecs, noruecs i "ianquis").
Winchell va estimar que la inscripció tenia uns 500 anys d'antiguitat, comparant-ne la resistència a la intempèrie a la part posterior, la qual cosa suposava que era glacial i de 8000 anys d'antiguitat. Winchell també esmenta en el mateix informe que el Prof. W. O. Hotchkiss, geòleg estatal de Wisconsin, va estimar que les runes eren "almenys de 50 a 100 anys". Mentrestant, Flom va trobar una forta divergència aparent entre les runes utilitzades a la inscripció de Kensington i les utilitzades durant el segle xiv. De la mateixa manera, el llenguatge de la inscripció era modern en comparació amb les llengües nòrdiques del segle xiv.
La pedra rúnica de Kensington està exposada al Museu de Pedres Rúniques a Alexandria (Minnesota).

## Text i traducció
El text consta de 9 línies a la cara de la pedra, i 3 línies a la vora, que es llegeixen de la manera següent:
Cara:
8 : göter : ok : 22 : norrmen : po :
...o : opdagelsefärd : fro :
vinland : of : vest : vi :
hade : läger : ved : 2 : skjär : en :
dags : rise : norr : fro : deno : sten :
vi : var : ok : fiske : en : dagh : äptir :
vi : kom : hem : fan : 10 : man : röde :
af : blod : og : ded : AVM :
frälse : äf : illü.
Vora:
här : (10) : mans : ve : havet : at : se :
äptir : vore : skip : 14 : dagh : rise :
from : deno : öh : ahr : 1362 :
Les seqüències rr, ll i gh representen dígrafs actuals. AVM és escrit en majúscules llatines. Els nombres escrits en números aràbics en la transcripció anterior es donen en el sistema pentimal. Almenys set de les runes, incloses les transcrites anteriors a, d, v, j, ä, ö, no són en cap estàndard conegut de l'època medieval (vegeu els detalls més avall).
El llenguatge de la inscripció és proper al suec modern, el text transliterat és fàcilment comprensible per a qualsevol parlant d'una llengua escandinava moderna. El llenguatge més proper als suecs del segle xix que del segle xiv és un dels principals motius pels quals el consens acadèmic la considera un engany.
La traducció del text és
"Vuit gautes i vint-i-dos noruecs en un viatge d'exploració de Vinland a l'oest. Vam haver acampat per dos skerries un dia de viatge cap al nord d'aquesta pedra. Érem [a] pescar un dia. Després d'arribar a casa [hem] trobat deu homes vermells de sang i morts. AVM (Ave Virgo Maria) salva [nosaltres] del mal ".
"Tenim deu homes al mar per vetllar pels nostres vaixells, catorze dies de viatge d'aquesta illa. [en l'] any 1362."

## Anàlisi lingüística
Holand va portar la pedra a Europa i, mentre els periòdics de Minnesota portaven articles debatent acaloradament sobre la seva autenticitat, la pedra va ser ràpidament desprestigiada pels lingüistes suecs.
Durant els següents 40 anys, Holand va lluitar per influir en l'opinió pública i acadèmica sobre la pedra, escrivint articles i diversos llibres. Va aconseguir un breu èxit el 1949, quan la pedra va ser exposada a la Institució Smithsoniana, i erudits com William Thalbitzer i S. N. Hagen van publicar articles que donaven suport a la seva autenticitat. Gairebé en els mateixos anys, els lingüistes escandinaus Sven Jansson, Erik Moltke, Harry Anderson i K. M. Nielsen, juntament amb un llibre popular d'Erik Wahlgren, van tornar a qüestionar l'autenticitat de la pedra.
Juntament amb Wahlgren, l'historiador Theodore C. Blegen afirmava taxativament que Ohman havia tallat l'artefacte com una broma, possiblement amb l'ajuda d'altres persones a la zona de Kensington. Una resolució addicional semblava acceptar-ho amb la transcripció publicada el 1976 d'una entrevista de Frank Walter Gran feta per Paul Carson, Jr. el 13 d'agost de 1967 que havia estat gravada en cinta d'àudio. En ella Gran deia que el seu pare John confessava en 1927 que Ohman va fer la inscripció. Tanmateix la història de John Gran era basada en anècdotes de segona mà que havia escoltat sobre Ohman, encara que va ser presentat com una declaració d'un moribund, Gran va viure durant molts anys més, sense dir res més sobre la pedra.
La possibilitat que la runa fos un artefacte autèntic del segle xiv va ser tornada a plantejar el 1982 per Robert Hall, professor emèrit de llengua i literatura italiana de la Universitat de Cornell, que va publicar un llibre (i una continuació el 1994) qüestionant la metodologia del seu crítics. Hall va afirmar que els problemes filològics a la pedra podrien ser el resultat de les variàncies dialectals normals en el vell suec de l'època. També va afirmar que els crítics no havien considerat l'evidència física, que trobava que la inclinava força en favor de l'autenticitat.
A The Vikings and America (1986), Wahlgren va tornar a afirmar que el text contenia anomalies i grafies lingüístiques que, segons ell, suggeria que la pedra era una falsificació.

### Evidències lèxiques
Un dels principals arguments lingüístics per al rebuig del text com a suec antic genuí és el terme opthagelse farth (updagelsefard) "viatge de descobriment". Aquest lexema no està provat en escandinau, baix fràncic o baix alemany abans del segle xvi. Aquest terme existeix en escandinau modern (noruec oppdagingsferd o oppdagelsesferd, suec upptäcktsfärd). És un préstec de baix alemany *updagen, neerlandès opdagen, que al seu torn prové de l'alt alemany aufdecken, en última instància traduït del francès découvrir en el segle xvi.
L'historiador noruec Gustav Storm sovint usava el modern lexema noruec a finals del segle xix en articles sobre exploració vikinga, creant un incentiu plausible per a l'elaborador de la inscripció per utilitzar aquesta paraula.

### Evidències gramaticals
Una altra característica que assenyalen els escèptics és la manca de casos del text. A principis del segle xiv encara es conservaven els quatre casos del nòrdic antic, però l'antic suec tardà (segle XV) va reduir-ne l'estructura a dos casos, de manera que l'absència d'inflexió en un text suec del segle xiv seria una irregularitat. De la mateixa manera, el text d'inscripció no utilitza les formes verbals comunes que eren habituals al segle xiv i que només han desaparegut recentment: per exemple, (formes plurals entre parèntesis) "wi war" (wörum), "hathe" (höfuðum), "[wi] fiske" (fiskaðum), "kom" (komum), "fann" (funnum) i "wi hathe" (hafdum).
Els defensors de l'autenticitat de la pedra van assenyalar exemples esporàdics d'aquestes formes més senzilles en alguns textos del segle xiv i els grans canvis del sistema morfològic de les llengües escandinaves que van començar durant l'última part d'aquest segle.

### Evidències paleogràfiques
La inscripció conté numerals "pentàdics". Aquests numerals són coneguts a Escandinàvia, però gairebé sempre des d'èpoques relativament recents, no provinents de monuments rúnics medievals verificats, sobre els quals els nombres solen estar escrits com a paraules.
S. N. Hagen va afirmar que "l'alfabet de Kensington és una síntesi de runes antigues no simples, runes puntejades posteriors i un nombre de lletres llatines ... Les runes per a, n, s i t són les formes de l'antic danès no simplificades daneses que haurien d'estar fora de ús durant molt de temps [del segle XIV] ... Suggereixo que un creador [potser del segle XIV] hauria d'estar familiaritzat amb una inscripció (o inscripcions) compostes en un moment en què aquestes formes sense simplificar estaven en ús "i que "no era un escrivent rúnic professional abans que abandonés la seva pàtria".

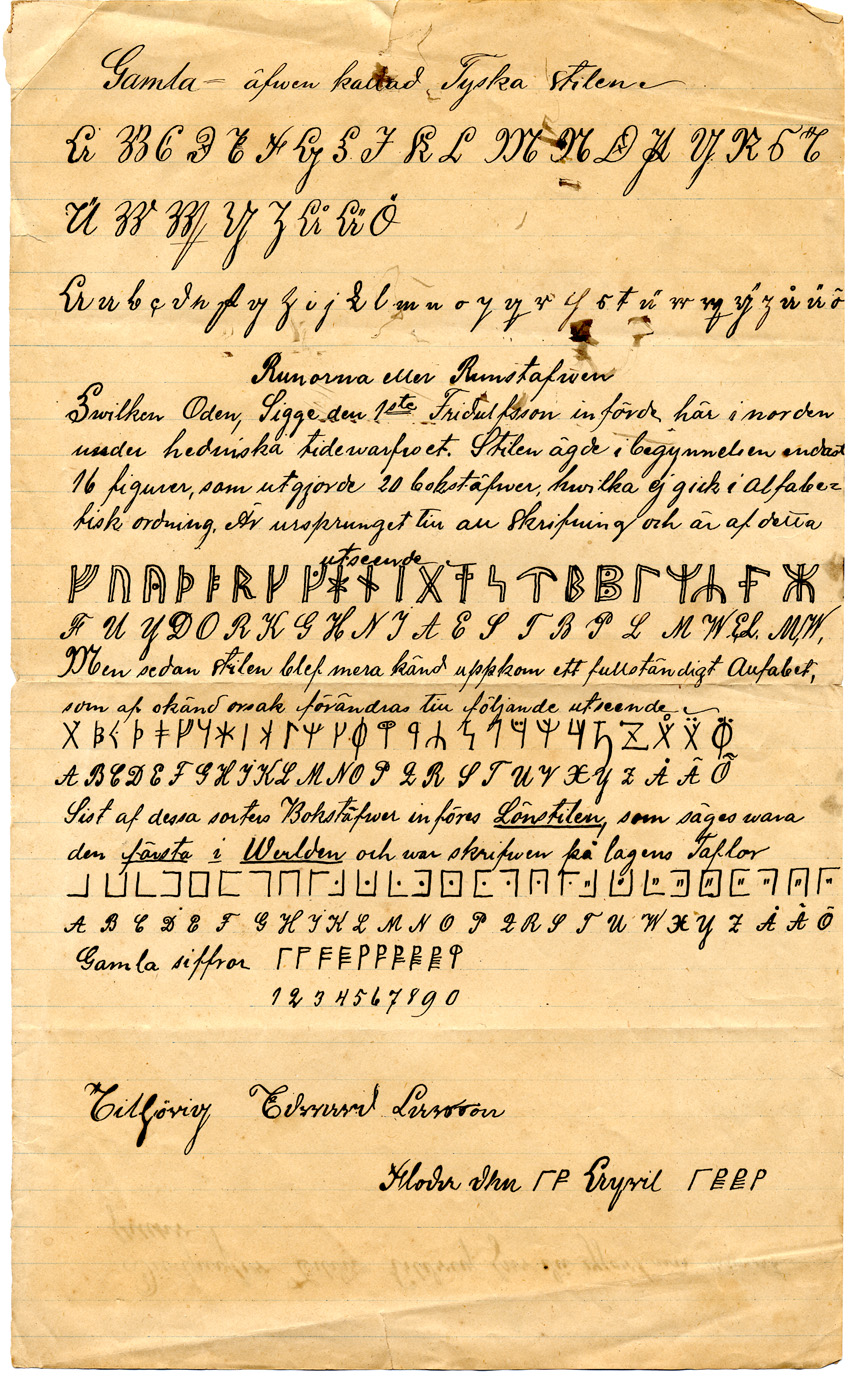
Notes d'Edward Larsson (1885)

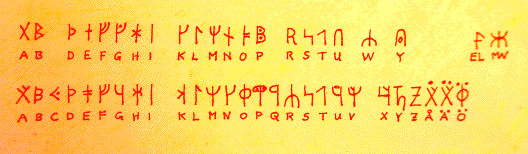
Alfabets rúnics d'Edward Larsson de 1885

Un possible origen per a la forma irregular de les runes es va descobrir el 2004, en les notes de 1883 d'un aprenent de sastre de 16 anys amb interès per la música tradicional, Edward Larsson. La tia de Larsson havia emigrat amb el seu marit i fill de Suècia a Crooked Lake, just al costat d'Alexandria, en 1870.
Els fulls de Larsson llista dos futharks diferents. El primer Futhark consisteix en 22 runes, les dues últimes de les quals són runes vinculades, que representen les combinacions de lletres EL i MW. El seu segon Futhark consisteix en 27 runes, on les tres últimes són especialment adaptades per representar les lletres å, ä, i ö de l'alfabet suec modern. Les runes d'aquest segon conjunt es corresponen estretament amb les runes no estàndard a la inscripció de Kensington.
L'abreviatura per Ave Maria consisteix en les lletres llatines AVM.
Wahlgren (1958) va assenyalar que el gravador havia incisionat una entalla a la cantonada superior dreta de la lletra V. Els bessons Massey en el seu escrit de 2004 van argumentar que aquest notch és consistent amb una abreviatura d'escriba per -e final usada en el segle xiv.

## Suposat context històric

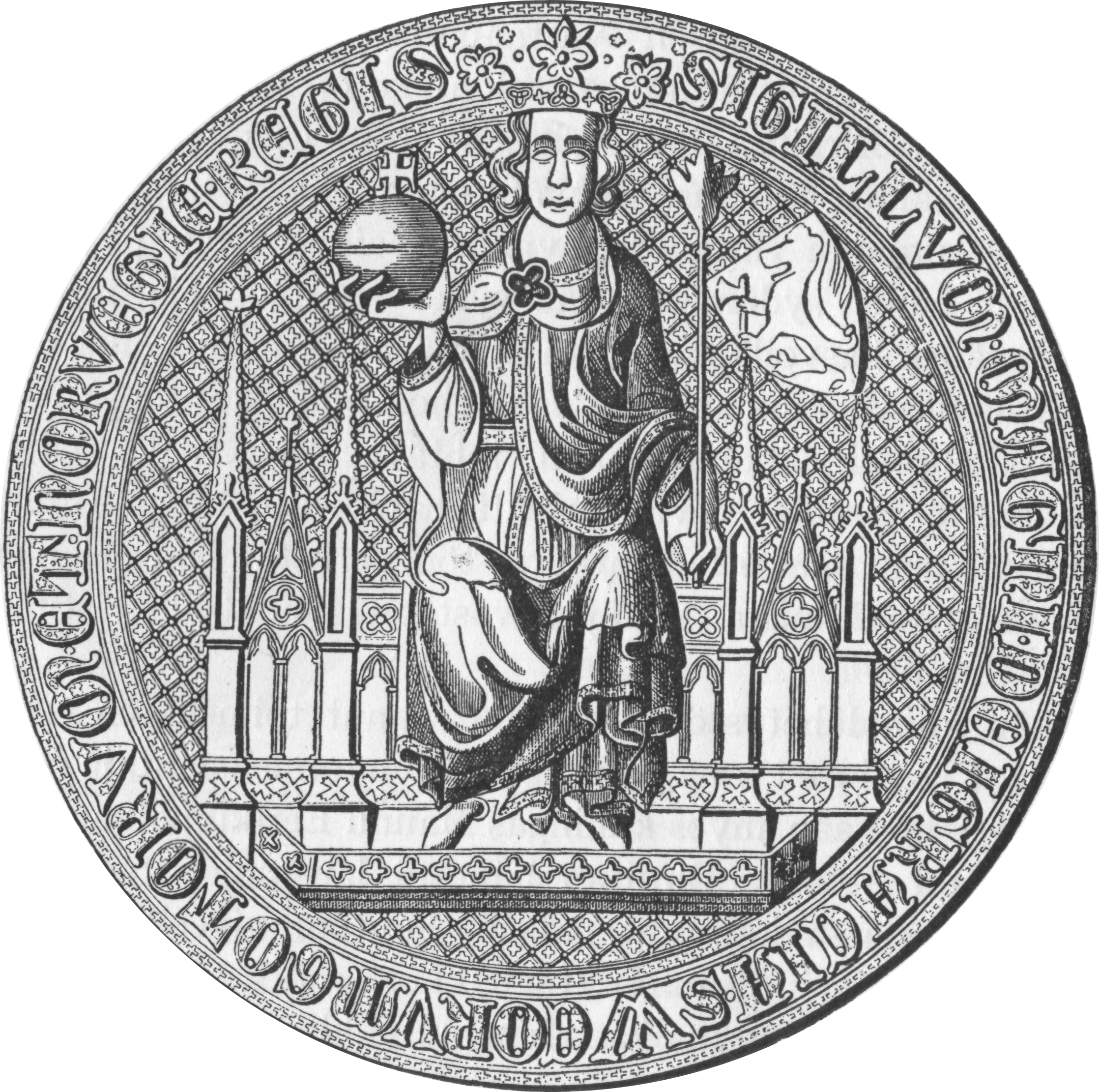
Sigillum ad causas per Magnus Eriksson, rei de Noruega i Suècia

Hi ha algunes evidències històriques limitades per a possibles expedicions escandinaves del segle xiv a Amèrica del Nord. En una carta de Gerardus Mercator a John Dee, datada en 1577, Mercator es refereix a Jacob Cnoyen, de qui havia sabut que vuit homes havien retornat a Noruega d'une expedició a les illes àrtiques en 1364. Un dels homes, un sacerdot, va proporcionar al rei de Noruega una gran quantitat d'informació geogràfica.
Carl Christian Rafn a començaments del segle xix va esmenar un sacerdot anomenat Ivar Bardarsson, qui anteriorment s'havia basat a Groenlàndia i apareix en registres noruecs a partir de 1364
A més, en 1354 el rei Magnus Eriksson de Suècia i Noruega havia emès una carta de nomenament d'un oficial de lleis anomenat Pål Knutsson com a líder d'una expedició a la colònia de Groenlàndia, a investigar i informar si la població estava abandonant la cultura cristiana.
Un altre dels documents reimpresos pels erudits del segle xix va ser un intent acadèmic del bisbe islandès Gisli Oddsson, el 1637, per compilar una història de les colònies àrtiques. Va datar que els groenlandesos es van allunyar del cristianisme pel 1342, i van afirmar que havien marxat cap a Amèrica. Els partidaris d'un origen del segle xiv per la runa de Kensington sostenen que Knutson podria haver viatjat més enllà de Groenlàndia cap a Amèrica del Nord, a la recerca dels groenlandesos renegats, la major part de la seva expedició va ser assassinada a Minnesota i deixant només vuit viatgers per tornar a Noruega.
Tanmateix, no hi ha cap evidència que alguna vegada salpés l'expedició de Knutson (el govern de Noruega va experimentar una gran confusió en 1355) i la informació de Cnoyen transmesa per Mercator indica precisament que els vuit homes que van arribar a Noruega en 1364 no eren supervivents d'una expedició recent, sinó descendents dels colons que s'havien assentat a les terres llunyanes algunes generacions abans. A més, aquells llibres de principis del segle xix, que van despertar un gran interès entre els nord-americans escandinaus, haurien estat disponibles per a una falsificació de finals del segle XIX
Hjalmar Holand addueix que els amerindis "rossos" entre els mandans a l'alt riu Missouri possiblement eren descendents d'exploradors suecs i noruecs. Això fou rebutjat com a "tangencial" a l'afer de la pedra segons Alice Beck Kehoe (2004), en el seu llibre "The Kensington Runestone, Approaching a Research Question Holistically."

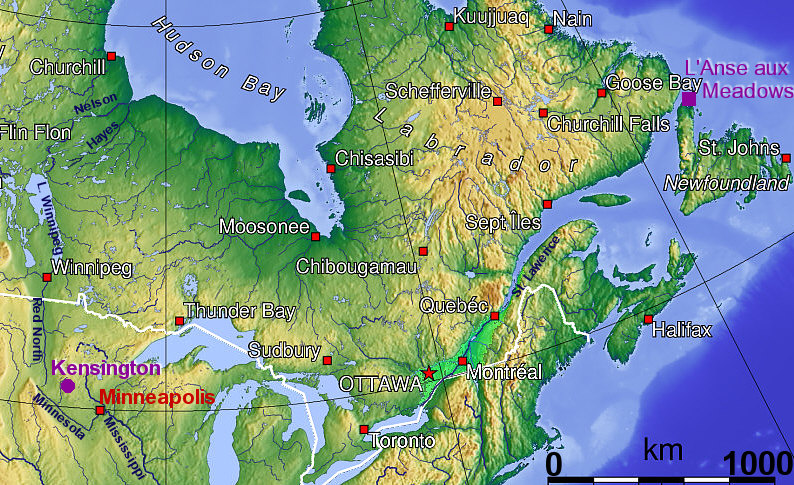
La situació de Kensington

Una possible ruta d'aquesta expedició que connectava la badia de Hudson amb Kensington conduiria al riu Nelson o al riu Hayes, a través del llac Winnipeg, d'allí cap al riu Roig del Nord.
La via fluvial septentrional comença a Traverse Gap, a l'altre costat del qual es troba la font del riu Minnesota, que flueix per unir-se al gran riu Mississipi a Saint Paul/Minneapolis.
Aquesta via fou examinada per Flom (1910), qui va trobar que exploradors i comerciants havien vingut des de la badia de Hudson fins a Minnesota per aquesta ruta dècades abans que la zona fos oficialment establerta.